# سیارک ۱۸۶۵۸
سیارک ۱۸۶۵۸ (به انگلیسی: 18658 Rajdev، نامگذاری:1998FX31) هجده هزار و ششصد و پنجاه و هشتمین سیارک کشف شده‌است که در ۲۰ مارس ۱۹۹۸ کشف شد.
قدر مطلق سیارک برابر ۱۱.۷ است.